# Малое Иголкино
Малое Иго́лкино — село в Павловском районе Нижегородской области. Входит в состав Варежского сельсовета.

## История
Деревня Иголкино впервые упоминается в писцовых книгах 1628-30 годов, в ней было 21 двор крестьянский и 1 пустой.
В конце XIX — начале XX века деревня входила в состав Варежской волости Муромского уезда Владимирской губернии, с 1926 года — в составе Арефинской волости. В 1859 году в деревне числилось 47 дворов, в 1905 году — 87 дворов, в 1926 году — 141 дворов.
С 1929 года деревня являлась центром Малоиголкинского сельсовета Павловского района Горьковского края, с 1936 года — в составе Горьковской области, с 1954 года — в составе Варежского сельсовета.

## Происшествия
15 марта 1929 года в селе во время киносеанса из-за халатности киномеханика произошёл пожар. Погибло 113 человек.

## Население
| 1859 | 1897 | 1905 | 1926 | 2002 | 2010 |
| ---- | ---- | ---- | ---- | ---- | ---- |
| 489  | ↗566 | ↗609 | ↗629 | ↘217 | ↘181 |